# Ilaria Bianchi
Pour les articles homonymes, voir Bianchi.
Ilaria Bianchi (née le 6 janvier 1990 à Castel San Pietro Terme) est une nageuse italienne, spécialiste du papillon.

## Biographie
Lors des championnats d'Europe à Debrecen Ilaria Bianchi se qualifie pour les Jeux olympiques de Londres 2012 et remporte la médaille d'argent lors du relais 4 × 100 m quatre nages. À Londres, elle bat le record d'Italie du 100 m papillon, pour se qualifier pour la finale olympique avec le 8e temps.
Le 22 août 2014, elle remporte la médaille de bronze du 100 m papillon lors des Championnats d'Europe de natation 2014 à Berlin.
Le 12 août 2018 à Rome, elle établit un nouveau record national sur 100 m papillon en 57 s 22 s, en battant celui obtenu en 2012 en finale olympique (57 s 27).
Participant aux Championnats d'Europe en petit bassin, le 6 décembre 2019 elle arrive seconde au 200 mètres papillon en établissant le nouveau record national en 2'0420.

## Palmarès

### Championnats du monde
Petit bassin
- Championnats du monde 2012 à Istanbul (Turquie) :
  -  Médaille d'or du 100 m papillon.

### Championnats d'Europe
Grand bassin
- Championnats d'Europe 2012 à Debrecen (Hongrie) :
  -  Médaille d'argent du relais 4 × 100 m quatre nages.
- Championnats d'Europe 2014 à Berlin (Allemagne) :
  -  Médaille de bronze du 100 m papillon.
- Championnats d'Europe 2016 à Londres (Royaume-Uni) :
  -  Médaille d'argent du relais 4 × 100 m quatre nages.
  -  Médaille d'argent du relais 4 × 100 m quatre nages mixte (ne participe qu'aux séries).
  -  Médaille de bronze du 100 m papillon.

Petit bassin
- Championnats d'Europe 2011 à Szczecin (Pologne) :
  -  Médaille de bronze du 100 m papillon.
- Championnats d'Europe 2012 à Chartres (France) :
  -  Médaille d'or du 100 m papillon.
- Championnats d'Europe 2019 à Glasgow (Royaume-Uni) :
  -  Médaille d'argent du 200 m papillon.